# 삼일독립운동 (영화)
《삼일독립운동》은 한국에서 제작된 전창근 감독의 1959년 영화이다. 윤일봉 등이 주연으로 출연하였고 장영일 등이 제작에 참여하였다.

## 출연

### 주연
- 윤일봉
- 이대엽
- 서애자
- 김동원

## 기타
- 조명: 고해진
- 녹음: 이경순
- 미술: 임명선